# Казалта
Казалта (фр. Casalta) насеље је и општина у Француској у региону Корзика, у департману Горња Корзика која припада префектури Бастија.
По подацима из 2011. године у општини је живело 51 становника, а густина насељености је износила 10,39 становника/km². Општина се простире на површини од 4,91 km². Налази се на средњој надморској висини од 400 метара (максималној 600 m, а минималној 111 m).

## Демографија
| 1962. | 1968. | 1975. | 1982. | 1990. | 1999. | 2011. |
| ----- | ----- | ----- | ----- | ----- | ----- | ----- |
| 30    | 70    | 40    | 35    | 24    | 37    | 51    |

График промене броја становника у току последњих година